# Russulaceae
Russulaceae is een botanische naam voor een familie van schimmels. De familie is vrij omvangrijk en telt 2401 soorten (peildatum augustus 2023) , waarbij het geslacht Russula met meer dan 1400 soorten verreweg de grootste is.

## Kenmerken
Soorten uit deze familie hebben vruchtlichamen verdeeld in hoed en steel, waarvan de onderbouw voor de vruchtlaag (hymenofoor) uit lamellen bestaat, evenals soorten met knolachtige, ondergrondse vruchtlichamen en een binnenste vruchtlaag (hymenium). De kleur van de sporenprint varieert van wit tot gebroken wit tot geelachtig of oker. Naast de vaak felle kleuren op basis van in water oplosbare Russupteridines, valt het typische breekgedrag van het vlees (trama) bij de vertegenwoordigers van het geslacht melkzwammen en Russula op. Dit komt door de structuur van het vlees, dat niet alleen normale schimmeldraden (hyfen) bevat, maar ook nesten van bolvormige cellen (sferocystidia). Melkzwammen bevatten ook laticifera, die melkachtig sap lekken als ze beschadigd raken. De hyfen van de russula-types hebben geen gespen op de septen. De sporen zijn bilateraal symmetrisch, elliptisch tot bijna bolvormig en vertonen een gladde plek boven de hilaire appendix op het oppervlak, anders geornamenteerd met wratten, stekels, richels of ribben. Het sporenornament kan gekleurd worden met jodiumoplossing.

## Geslachten
De familie bestaat uit de volgende tien geslachten:
- Arcangeliella
- Boidinia
- Lactarius
- Lactifluus
- Macowanites
- Multifurca
- Pleurogala
- Pseudoxenasma
- Russula
- Zelleromyces